# Finlandia Trophy de 2014
Finlandia Trophy de 2014 foi a décima nona edição do Finlandia Trophy, um evento anual de patinação artística no gelo organizado pela Associação Finlandesa de Patinação Artística (em finlandês:  Suomen Taitoluisteluliitto ry), e que fez parte do Challenger Series de 2014–15. A competição foi disputada entre os dias 9 de outubro e 12 de outubro, na cidade de Espoo, Finlândia.

## Eventos
- Individual masculino
- Individual feminino
- Dança no gelo
- Patinação sincronizada

## Medalhistas
| Evento                          | Ouro                                      | Prata                                          | Bronze                                               |
| Sênior (Challenger Series)      |                                           |                                                |                                                      |
| Individual masculino detalhes   | Sergei Voronov · Rússia                   | Adam Rippon · Estados Unidos                   | Alexander Petrov · Rússia                            |
| Individual feminino detalhes    | Elizaveta Tuktamysheva · Rússia           | Samantha Cesario · Estados Unidos              | Rika Hongo · Japão                                   |
| Dança no gelo detalhes          | Alexandra Stepanova · Ivan Bukin · Rússia | Nelli Zhiganshina · Alexander Gazsi · Alemanha | Anastasia Cannuscio · Colin McManus · Estados Unidos |
| Outros eventos                  |                                           |                                                |                                                      |
| Patinação sincronizada detalhes | Marigold IceUnity · Finlândia             | Team Paradise · Rússia                         | Team Unique · Finlândia                              |

## Resultados

### Individual masculino
| Pos.              | Nome             | Nacionalidade  | Pontos | PC        | PL         |
| ----------------- | ---------------- | -------------- | ------ | --------- | ---------- |
| Medalha de ouro   | Sergei Voronov   | Rússia         | 221.11 | 75.06 (1) | 146.05 (2) |
| Medalha de prata  | Adam Rippon      | Estados Unidos | 220.75 | 68.53 (3) | 152.22 (1) |
| Medalha de bronze | Alexander Petrov | Rússia         | 214.50 | 73.29 (2) | 141.21 (3) |
| 4                 | Misha Ge         | Uzbequistão    | 203.51 | 64.96 (4) | 138.55 (4) |
| 5                 | Alexei Bychenko  | Israel         | 176.66 | 59.03 (5) | 117.63 (5) |
| 6                 | Valtter Virtanen | Finlândia      | 152.27 | 49.85 (7) | 102.42 (6) |
| 7                 | Justus Strid     | Dinamarca      | 137.83 | 42.33 (8) | 95.50 (7)  |
| 8                 | Viktor Zubik     | Finlândia      | 132.71 | 50.98 (6) | 81.73 (8)  |

### Individual feminino
| Pos.              | Nome                   | Nacionalidade    | Pontos | PC         | PL         |
| ----------------- | ---------------------- | ---------------- | ------ | ---------- | ---------- |
| Medalha de ouro   | Elizaveta Tuktamysheva | Rússia           | 193.31 | 67.05 (1)  | 126.26 (1) |
| Medalha de prata  | Samantha Cesario       | Estados Unidos   | 159.40 | 50.79 (5)  | 108.61 (2) |
| Medalha de bronze | Rika Hongo             | Japão            | 153.71 | 52.11 (3)  | 101.60 (3) |
| 4                 | Liubov Efimenko        | Finlândia        | 146.58 | 56.21 (2)  | 90.37 (7)  |
| 5                 | Jenni Saarinen         | Finlândia        | 144.16 | 48.55 (6)  | 95.61 (4)  |
| 6                 | Maria Artemieva        | Rússia           | 140.38 | 47.43 (7)  | 92.95 (5)  |
| 7                 | Juulia Turkkila        | Finlândia        | 137.15 | 51.85 (4)  | 85.30 (8)  |
| 8                 | Fleur Maxwell          | Luxemburgo       | 135.94 | 45.51 (10) | 90.43 (6)  |
| 9                 | Camilla Gjersem        | Noruega          | 126.87 | 47.30 (8)  | 79.57 (11) |
| 10                | Eliška Březinová       | República Tcheca | 125.86 | 46.19 (9)  | 79.67 (10) |
| 11                | Anine Rabe             | Noruega          | 120.27 | 43.50 (11) | 76.77 (12) |
| 12                | Helery Hälvin          | Estônia          | 119.19 | 36.95 (13) | 82.24 (9)  |
| 13                | Carol Bressanutti      | Itália           | 108.49 | 36.92 (14) | 71.57 (13) |
| 14                | Ieva Gaile             | Letônia          | 104.28 | 36.62 (15) | 67.66 (14) |
| 15                | Kristīne Gaile         | Letônia          | 102.01 | 36.08 (16) | 65.93 (15) |
| 16                | Emilia Toikkanen       | Finlândia        | 90.28  | 37.67 (12) | 52.61 (16) |

### Dança no gelo
| Pos.              | Nome                                           | Nacionalidade  | Pontos | DC        | DL        |
| ----------------- | ---------------------------------------------- | -------------- | ------ | --------- | --------- |
| Medalha de ouro   | Alexandra Stepanova / Ivan Bukin               | Rússia         | 152.82 | 59.46 (1) | 93.36 (1) |
| Medalha de prata  | Nelli Zhiganshina / Alexander Gazsi            | Alemanha       | 139.98 | 58.06 (2) | 81.92 (3) |
| Medalha de bronze | Anastasia Cannuscio / Colin McManus            | Estados Unidos | 131.76 | 49.28 (4) | 82.48 (2) |
| 4                 | Henna Lindholm / Ossi Kanervo                  | Finlândia      | 119.76 | 45.64 (5) | 74.12 (4) |
| 5                 | Allison Reed / Vasili Rogov                    | Israel         | 115.50 | 41.90 (7) | 73.60 (5) |
| 6                 | Olesia Karmi / Max Lindholm                    | Finlândia      | 112.50 | 49.80 (3) | 62.70 (7) |
| 7                 | Cecilia Törn / Jussiville Partanen             | Finlândia      | 106.62 | 40.60 (8) | 66.02 (6) |
| 8                 | Anastasia Galyeta / Avidan Brown               | Ucrânia        | 104.38 | 41.98 (6) | 62.40 (8) |
| 9                 | Pilar Maekawa Moreno / Leonardo Maekawa Moreno | México         | 94.24  | 33.52 (9) | 60.72 (9) |

### Patinação sincronizada
| Pos.              | Equipe            | Nacionalidade | Pontos | PC        |
| ----------------- | ----------------- | ------------- | ------ | --------- |
| Medalha de ouro   | Marigold IceUnity | Finlândia     | 66.40  | 66.40 (1) |
| Medalha de prata  | Team Paradise     | Rússia        | 59.53  | 59.53 (2) |
| Medalha de bronze | Team Unique       | Finlândia     | 59.21  | 59.21 (3) |
| 4                 | Rockettes         | Finlândia     | 58.50  | 58.50 (4) |
| 5                 | Revolutions       | Finlândia     | 46.11  | 46.11 (5) |

## Quadro de medalhas
Challenger Series
| Ordem | País           | Medalha de ouro | Medalha de prata | Medalha de bronze |   | Ordem por total |
| ----- | -------------- | --------------- | ---------------- | ----------------- | - | --------------- |
| 1     | Rússia         | 3               |                  | 1                 | 4 | 1               |
| 2     | Estados Unidos |                 | 2                | 1                 | 3 | 2               |
| 3     | Alemanha       |                 | 1                |                   | 1 | 3               |
| 4     | Japão          |                 |                  | 1                 | 1 | 3               |
| TOTAL | TOTAL          | 3               | 3                | 3                 | 9 | —               |

Geral
| Ordem | País           | Medalha de ouro | Medalha de prata | Medalha de bronze |    | Ordem por total |
| ----- | -------------- | --------------- | ---------------- | ----------------- | -- | --------------- |
| 1     | Rússia         | 3               | 1                | 1                 | 5  | 1               |
| 2     | Finlândia      | 1               |                  | 1                 | 2  | 3               |
| 3     | Estados Unidos |                 | 2                | 1                 | 3  | 2               |
| 4     | Alemanha       |                 | 1                |                   | 1  | 4               |
| 5     | Japão          |                 |                  | 1                 | 1  | 4               |
| TOTAL | TOTAL          | 4               | 4                | 4                 | 12 | —               |